# GSC4023-293
GSC4023-293 — хімічно пекулярна зоря спектрального класу B8, що має видиму зоряну величину в смузі V приблизно 10.0.
.

## Пекулярний хімічний вміст
Зоряна атмосфера GSC4023-293 має підвищений вміст Si.